# Republic (Kansas)
Republic – miasto w Stanach Zjednoczonych, w stanie Kansas, w hrabstwie Republic.